# Paramya
Paramya is een geslacht van tweekleppigen uit de familie van de Basterotiidae.

## Soorten
- Paramya africana Cosel, 1995
- Paramya subovata (Conrad, 1845)

## Voormalige soort
- Paramya recluzi (A. Adams, 1864) -> Basterotia recluzi (A. Adams, 1864)